# Adam Levine
Adam Noah Levine (ur. 18 marca 1979 w Los Angeles) – amerykański muzyk, kompozytor i osobowość telewizyjna. Wokalista i gitarzysta zespołu Maroon 5.

## Życiorys

### Wczesne lata
Urodził się i dorastał w Los Angeles w Kalifornii w rodzinie pochodzenia żydowskiego jako syn Patsy (z domu Noah), doradcy ds. rekrutacji, i Fredrica Levine, który założył sieć sklepów M. Fredric. Rodzina jego ojca była żydowska, podczas gdy matka miała pochodzenie żydowskie ze strony jej ojca i niemiecko-szkockie ze strony matki. Ma młodszego brata Michaela Noaha. Jego wujek, Timothy Noah, był dziennikarzem.
Swój talent muzyczny zaczął ujawniać jako młody chłopak. W prywatnej Brentwood School rozpoczął naukę gry na gitarze i grał w każdej wolnej chwili. Z trzema szkolnymi kolegami - Jessem Carmichaelem, Mickeyem Maddenem i Ryanem Dusickiem - założył kapelę Kara's Flowers. Bardzo szybko podpisali kontrakt, a kariera ich zespołu zapowiadała się na długą i pomyślną. Uczęszczał do Five Towns College.

### Kariera

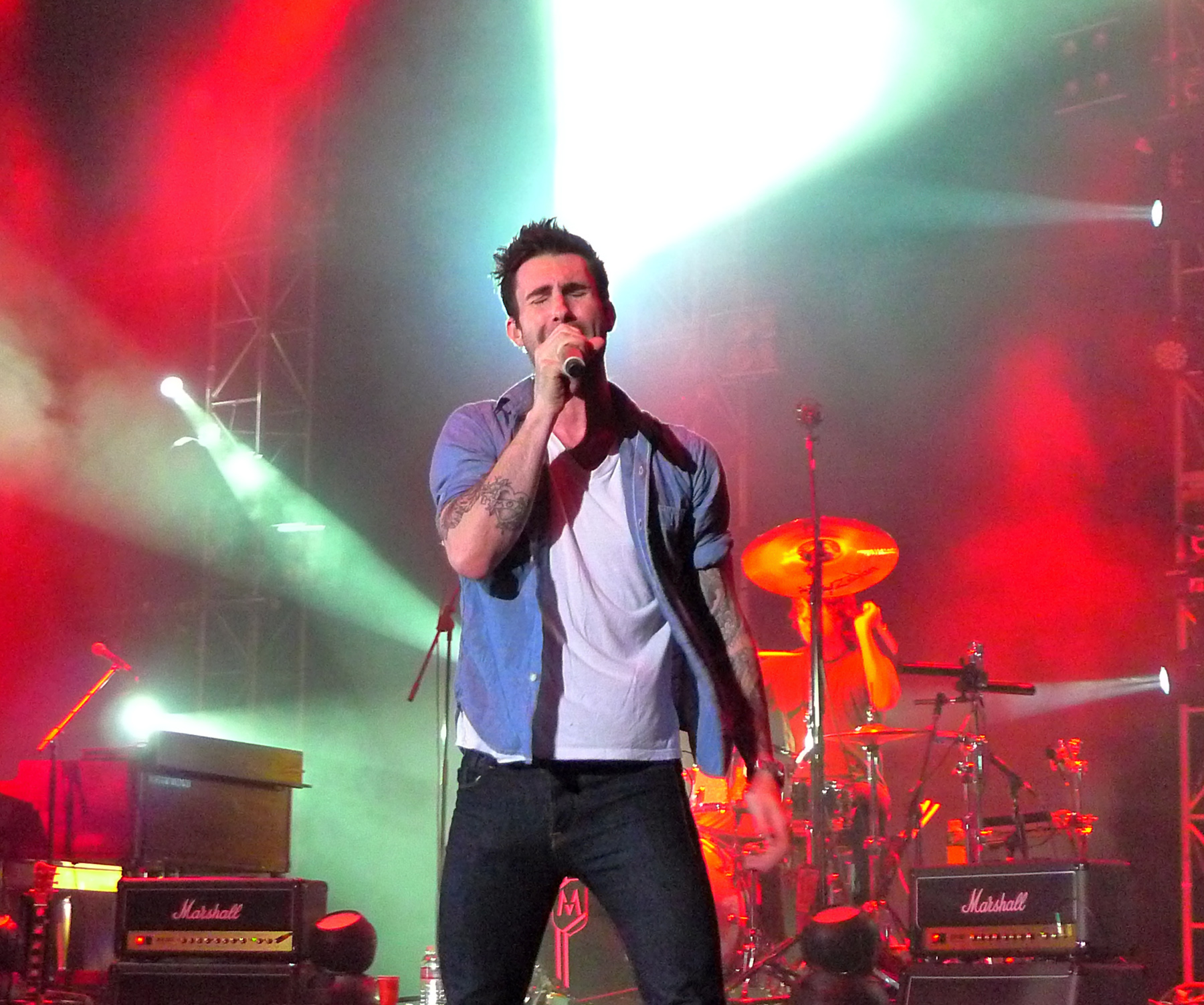
Levine podczas koncertu w Hongkongu, maj 2011

W 1997 zespół Kara's Flowers wydał album zatytułowany The Fourth World, który nigdy nie odniósł wielkiego sukcesu, podobnie jak singiel „Soap Disco”. Levine w okresie występów z Kara's Flowers śpiewał głębszym, silniejszym głosem. W 2001 formacja zmieniła nazwę na Maroon 5. Wysoki, wyrazisty głos Levine'a pomógł zespołowi osiągnąć wiele sukcesów na listach przebojów. Ich debiutancki album Songs About Jane opowiadał o byłej dziewczynie Adama, Jane, która budziła w nim natchnienie przez lata, a większość tekstów utworów inspirowana była ich burzliwym związkiem. Po premierze płyty wylansowali przeboje „Harder to Breathe” i „This Love”.
W 2005 wystąpił w duecie z Ying Yang Twins w piosence „Live Again”. Pojawił się również na trzecim singlu, „Heard ’Em Say”, z albumu Kanye West Late Registration oraz napisał i wystąpił w duecie z Alicią Keys w utworze „Wild Horses” z jej albumu MTV Unplugged. W 2010 wystąpił w duecie z gitarzystą Guns N’ Roses – Slashem w piosence „Gotten”, która ukazała się na płycie Slash.
W czerwcu 2011 powrócił na czołowe miejsca list przebojów z kawałkiem „Stereo Hearts” nagranym z Gym Class Heroes i hitem „Moves Like Jagger” w duecie z Christiną Aguilerą. Również w 2011 objął funkcję jurora w programie telewizyjnym The Voice emitowanym na antenie stacji telewizyjnej NBC. W listopadzie 2011 znalazł się na okładce rosyjskiej edycji magazynu „Vogue” z Anne Vyalitsyną. Był też na okładkach magazynów, takich jak „American Way” (w kwietniu 2010), „Out” (we wrześniu 2011), „Rolling Stone” (we wrześniu 2006 i w lutym 2012), „Details” (w lipcu 2012), „Inked” (we wrześniu 2012), „HighEnd Teen” (w październiku 2012), „TV Guide” (w listopadzie 2012), „Men’s Health” (w marcu 2013), „Nylon Guys” (w maju 2013), „The Hollywood Reporter” (w marcu 2013), „Men’s Fitness” (w marcu 2015). W 2013 został wybrany najseksowniejszym mężczyzną na świecie przez magazyn „People”.

## Życie prywatne
W maju 2012 poznał modelkę Behati Prinsloo, której 13 lipca 2013 się oświadczył. Pobrali się 19 lipca 2014 w Meksyku. Mają dwie córki: Dusty Rose (ur. 21 września 2016) i Gio Grace (ur. 15 lutego 2018).

## Instrumentarium
- Gibson SG (white, black)[20]
- Gibson Les Paul (cherry burst)[20]
- Fender Stratocaster[20]
- Gibson Explorer (white)[20]
- Marshall Amplifier Heads (Plexi's, DSL 100)[20]
- Marshall Cabinets (1960a / 1960b's and 1960AX / 1960BX)[20]
- Line 6 DL4[20]
- Voodoo Lab Pedal Power 2 plus[20]
- Morley Bad Horsie 2 wah[20]
- Fulltone Full Drive 2[20]
- Boss TU-2[20]
- Divided by 13 Switchazel[20]
- Boss NS-2 pedals (x2)[20]